# 모의실험 가설

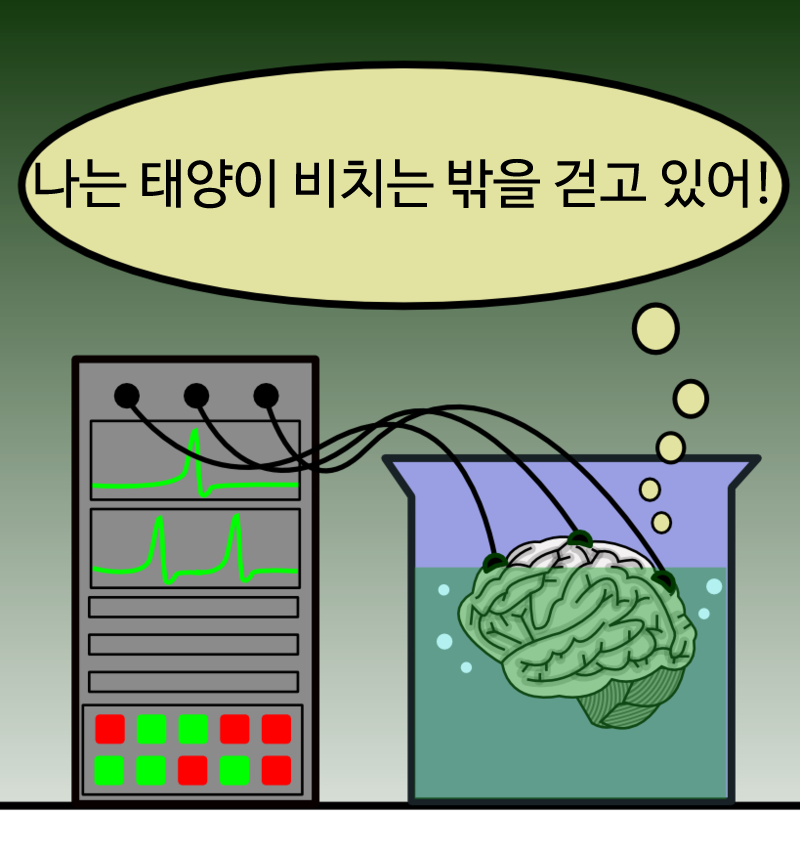
통 속의 뇌

모의실험 가설(模擬實驗假說, 영어: simulation hypothesis)은 인류가 생활하고 있는 이 세계는 모두 모의현실일 수 있다는 가설이다.

## 제견해

### 우리는 모의실험 안에서 살고 있다는 견해

#### 닉 보스트롬의 주장
철학자 닉 보스트롬은 우리가 시뮬레이션 안에 살아 있다는 가능성을 추구했다. 그의 주장을 간단하게 정리하면 다음과 같다.
1. 어떠한 문명에 의해, 인공 의식을 갖춘 고체군을 포함한 컴퓨터 시뮬레이션이 구축될 가능성이 있다.
2. 그러한 문명은, 그러한 시뮬레이션을(오락, 연구, 그 외의 목적으로) 다수, 예를 들면 수십억 개 실행하기도 할 것이다.
3. 시뮬레이션 내의 모의된 개체는, 그들이 시뮬레이션안에 있다고 눈치채지 못할 것이다. 그들은 단지 그들이 ‘실세계’라고 생각하는 세계에서 일상생활을 보내고 있다.

거기서, 이상 3점의 ‘가능성’이 있다고 했을 때, 다음의 두 개 중 어느 쪽의 가능성이 높을것인가 라는 의문이 생긴다.
1. 우리는, 그러한 AI시뮬레이션을 개발하는 능력을 손에 넣는 실제 우주의 거주자이다.
2. 우리는, 그러한 수십억의 시뮬레이션 안의 하나의 거주자이다(iii에 있듯이 시뮬레이션 내의 거주자는 시뮬레이션인 것을 눈치채지 못한다).

보다 상세하게 말하면, 그는 다음과 같은 3개의 선택사항을 상정했다.
1. 지적 종족은, 현실과 구별이 되지 않을 정도로 현실성이 있는 시뮬레이션을 개발할 수 있을 정도의 기술 레벨에는 도달할 수 없다.
2. 그러한 레벨에 이른 종족은, 그러한 시뮬레이션을 실행하려고 하지 않는다.
3. 우리는, 거의 확실히 그러한 시뮬레이션 안에서 살아 있다.

보스트롬의 주장의 전제로서 충분히 진행된 기술이 있으면 생명에 넘친 행성 전체를 모의하거나 또 우주 전체를 그 전주민과 함께 모의할 수 있다는 생각이 있다. 그리고, 모의되고 있는 사람들은 각각 의식이 있어, 그 중에 시뮬레이션 외부로부터의 참가자가 섞이고 있다.
인류가 첫 번째 가설에 반해 그러한 기술 레벨에 도달했다면, 그리고 그 시점에서도 인류가 과거나 역사에 흥미를 가지고 있고, 시뮬레이션을 실행하는데 아무 장애(법률이나 도덕)도 없는 경우(제2의 가설의 부정),
- 과거에 관한 시뮬레이션이 다수 실행된다고 상정하는 것은 타당하다.
- 그렇다면, 그러한 시뮬레이션 안에서 한층 더 시뮬레이션을 해 재귀적으로 파생해 나갈 것이다.
- 따라서, 우리가 다수의 시뮬레이션의 하나에 존재하고 있을지, 실제의 우주에 존재하고 있을지는 알 수 없고, 가능성으로서는 시뮬레이션 내가 높다.

인류(혹은 다른 지적 생명체)가 멸망하기 전에 그러한 기술 레벨에 도달할 가능성은, 드레이크의 방정식의 값에 크게 의존하고 있다. 드레이크의 방정식은, 어떤 시점에 성간 통신 가능한 기술 레벨에 이르고 있는 우주의 지적 종족의 수를 주는 것이다. 이 방정식을 풀면, 인류 이상으로 진행된 문명이 존재한다는 결과를 얻을 수 있다. 실제의 우주와 모의된 우주의 모든 평균치가 1이상이면, 그러한 문명이 역사상 반드시 존재하는 것이 되며, 그러한 문명이 시뮬레이션을 실시할 의지를 가지고 있으면, 평균적인 문명이 시뮬레이션 내에 있을 가능성은 매우 높아진다.

#### 프랭크 티플러의 오메가 포인트
물리학자 프랭크 티플러는, 닉 보스트롬의 주장과 유사한 시나리오를 고찰했다. 우주가 대함몰로 임종을 맞이한다는 가설을 채용해, 그 우주 전체의 계산 능력은 시간과 함께 증대해 나가, 어떤 시점에 임종까지의 남은 시간이 없어져 가는 속도보다 계산 능력의 증대가 커진다고 한다. 그러면, 실제의 우주에는 유한의 시간 밖에 남아 있지 않음에도 불구하고, 시뮬레이션 내의 시간은 주관적으로는 영원히 계속 되게 된다.
이 가설이 현대의 인류에게 암시하고 있는 것은, 강대한 컴퓨터가 있으면, 각개인의 뇌의 양자 상태를 시뮬레이션 내에서 재창조하는 것으로, 일찍이 살아 있던 사람들 전원을 부활시키는 일도 기본적으로는 가능하다는 것이다. 이것에 의해, 이민형과 가상 시민형의 모의현실이 가능해진다. 그 중의 주민이 보면, 오메가 포인트는 영원히 계속되는 내세며, 본질적으로 가상적인 것으로부터, 임의의 공상적인 형태를 취할 수 있다. 티플러의 가설로는, 원미래의 사람들 혹은 로봇후손들이 역사적 정보를 재생하는 수단이 필요하고, 거기에 따라 그들의 선조를 모의된 내세에 부활시킨다. 결국 강대한 우주 컴퓨터의 능력이 무한이거나 전능하게 되면, 모든 가능세계들도 동시 병행적으로 모의하게 된다.
그러나, 대함몰이 일어날지에 대해서, 최근에는 회의적인 관측 결과가 많이 나타나고 있다.

#### 계산주의와 관념적 모의실험 이론
계산주의란, 심리철학의 이론이며, 인식이 계산의 형태의 일종이라는 것이다. 이것은 시뮬레이션 가설에 있어서, 의식이 있는 것을 시뮬레이션 할 가능성을 증명하는 생각이며, 특히 가상시민형 시뮬레이션에 필요하게 된다. 예를 들면, 물리적인 계가 어느 정도의 정도로 모의 가능하다는 것은 잘 알려져 있다. 계산주의가 올바르고, 인공의식을 생성하는데 문제가 없으면, 모의현실의 이론상의 가능성은 확실한 것이 된다. 그러나, 인식과 현상적 의식의 관계에는 이론이 있다. 만약 의식에 어떠한 물리적 실체가 필수라면, 모의된 사람들은 적절히 행동할 수 있어도 철학적 좀비에 지나지 않는다. 이것은 닉 보스트롬의 주장도 부정하게 되어, 의식을 모의할 수 없다면, 우리는 시뮬레이션 안에 의식이 있는 존재로서 있을 리가 없다는 것이 된다.
일부 이론가는 ‘의식은 계산이다’라는 파생적인 계산주의와 수학적 현실주의(수학적 플라톤 주의라고도)가 진실이라고 하며, 우리의 의식은 시뮬레이션안에 있음에 틀림 없다고 주장한다. 그러한 주장에는, "Plato's heaven" 혹은 궁극집합에는 모든 알고리즘이 포함되어 그 중에 의식을 실장하는 알고리즘도 포함되어 있다는 생각이 포함된다. 관념적 시뮬레이션 이론은, 다중 우주론이나 만물의 이론의 부분 집합이기도 하다.

#### 꿈
우리가 현실로서 받아 들이고 있는 것이 시뮬레이션이라고 할 가능성을 나타내려면, 그것이 착각인 것의 어떠한 증거가 필요하다. 예를 들면 꿈은, 그것을 보고 있는 사람에게는(그 시점에서는) 생생한 현실성을 가지고 있다. 그러나, 꿈을 꾸고 있다고 눈치채는 것은 그렇게 드물지 않고, 그에 따라 자각몽을 보게 된다.
꿈의 존재에 의해서, 진정한 현실과 분간할 수 없는 시뮬레이션이 가능할지, 그리고 사람이 거기에 속을지 라는 문제를 해결한다. 결과적으로 ‘꿈가설’은 제외할 수 없지만, 상식과 단순함의 고려가 필요하다는 것이 논의되어 왔다.
이 주장의 철학적 토대가 되고 있는 것은, 르네 데카르트의 주장이다. 그는 실재와 꿈의 구별을 생각한 최초의 철학자 중 하나다. 《Meditations on First Philosophy》 중에서 데카르트는 “…우리는 수면과 각성을 명확하게 구별할 수 있는 확실한 표시를 가지지 않는다” 라며, 결론으로서 “현재, 내가 꿈을 꾸고 있고, 나의 지각 모두가 가짜일 가능성도 있다” 라고 했다. 이것은 장자의 나비의 꿈과 같은 주장이다.
Chalmers (2003)에서도 꿈가설이 논해져 그것이 2개의 형태로 분류된다고 한다.
- 어느 인물이 어떤 시점에 실제로 꿈을 꾸고 있고, 자신의 세계에 관한 신념이 많이 잘못되어 있는 경우(즉, 꿈은 조만간에 붕괴한다).
- 어느 인물이 항상 꿈을 꾸고 있고, 그의 상상력에 따라, 실재하는 것 같이 물체를 지각하는 경우.[6]

꿈가설과 시뮬레이션 가설은 모두 회의론적 가설의 일종으로 여겨진다. 그러나, 정확히 데카르트가 자신의 사고에 의해서 자신의 존재를 확신한 것처럼, 이러한 의문을 나타내는 것은, 그것 자신 진실의 가능성의 증거이기도 하다.
개인의 지각이 현실 세계에 물리적 기초를 전혀 가지지 않는 듯한 정신 상태는 정신병으로 불린다.

#### 의사종교적 주장
시뮬레이션이 그 안에 생활하는 사람들을 위해서 만들어졌다고 한다면, 그들이 소망을 적절한 방법으로 표현하면, 거기에 대답해 줄 것이라고 하는 생각이 있다. 이것은, 기도에 올바른 형식이 있다는 생각을 현대적으로 한 것이라고 말할 수 있다. 과학적으로 설명이 되지 않는 방법으로 기도에 의한 소원을 받아 들일 수 있었다면, 모의현실 안에 살아 있는 것의 증거라고 주장하는 사람도 있다.
시뮬레이션을 실시하고 있는 사람은, 시뮬레이션의 통상의 규칙에 반하는 형태로 시뮬레이션 내용에 간섭하고 있을 것이라는 생각도 있다. 시뮬레이션 내에 어떠한 형태로 모습을 나타내고 있을 가능성도 있다. 이것도 종교적 밈의 현대판이라고 말할 수 있다.
시뮬레이션 참가자는 시뮬레이션으로 생애를 보낸 후, 외계에서 일정기간을 보내거나 재차 시뮬레이션에 들어가거나 한다는 생각도 있다. 즉, 그들은 전생의 기억을 가지고 있다. 그러한 기억이 정확하고, 과학적으로 부정할 수 없으면, 우리가 모의현실 안에서 살아 있는 증거가 된다고 주장하는 사람도 있다. 기시감도 같은 논법으로 설명할 수 있다고 여겨진다.
이러한 주장에는 다음의 2개의 문제가 있다.
- 이러한 종교적 현상의 증거로 여겨지는 일은, 반드시 진실하다고 확정할 수 없다.
- 진실했다고 해도, 신학적으로도 설명할 수 있다. 즉, 모의현실의 증거로 하는 설은 다수의 가설의 하나에 지나지 않는다. 다만, 다른 가설과 모의현실은 반드시 상반되는 것은 아니다(시뮬레이션을 실시하고 있는 사람이 신이라는 생각 등).

### 우리는 모의실험 안에 살고 있지 않다는 견해

#### 물리학의 계산 가능성
우리가 모의현실 안에 있다는 주장으로의 결정적인 반론은, 계산불능인 물리학 현상의 발견일 것이다. 왜냐하면 그러한 현상이 발견되면, 컴퓨터가 할 수 없는 것이 현실에 일어나고 있고, 컴퓨터 시뮬레이션으로는 그것을 재현할 수 없게 되기 때문이다. 현재, 기존의 물리학은 계산 가능하다고 생각된다.
시뮬레이션은 실시간으로 실행할 수 없다는 반론도 있다. 그러나, 거기에는 중요한 점이 놓쳐지고 있다. 문제는 선형성이 아니고, 오히려 무한의 계산 스텝을 유한 시간내에 실행 가능한가라는 점이다. 이러한 주장은, 튜링 기계보다 강력하다 여겨지는 가설적인 하이퍼 컴퓨터 상에서의 시뮬레이션에는 들어맞지 않는다. 그러나, 시뮬레이션을 실시하고 있는 컴퓨터가, 모의되고 있는 세계에 있는 컴퓨터 이상의 능력을 가지고 있을지를 아는 방법이 전혀 존재하지 않는다. 시뮬레이션 안과 밖에서 같은 물리학적 법칙이 성립될 필요는 없기 때문에, 시뮬레이션의 외부에서는 다른 물리 법칙에 따라서 컴퓨터가 보다 강력할지도 모른다. 문제는 우주가 컴퓨터에 의한 시뮬레이션이 아닌 것을 나타내 보이는 증거가 존재하지 않는 점이며, 그 때문에 칼 포퍼와 같은 견해를 채용하면, 시뮬레이션 가설은 반증 가능성이 없기 때문에, 과학적으로는 받아 들여지지 않는다는 것이 된다.

#### CantGoTu(칸트-루 괴델-튜링) 환경
CantGoTu 환경의 개념은, 게오르크 칸토어의 대각선 논법, 쿠르트 괴델의 불완전성 정리, 앨런 튜링 등으로 대표되는 계산 가능성 이론의 세 개를 기초로서 그것들을 가상 현실 환경에 적용한 것이다. 데이비드 도이치가 《The Fabric of Reality》(1997년) 중에서 제창했다.
모든 가능한 가상 현실을 그릴 수 있는 컴퓨터를 상정하자. 그 생성기가 낳는 모든 가능한 환경은, 환경 1, 환경 2와 같이 늘어놓을 수 있다. 각각의 환경으로부터 같은 기간의 타임 슬라이스(도이치는 1분으로 했지만, 이것은 원리적으로는 플랑크 시간까지 단축할 수 있다)을 취한다. 여기서, 새로운 환경을 다음과 같이 구축한다. 최초의 시점에서는, 환경 1과 모든 점이 다른 환경을 생성해, 일정시간 후에는 환경 2과 모든 점이 다른 환경을 생성해, 와 같이 해 나간다. 이 새로운 환경은 그 때까지 늘어놓은 어느 환경과도 달라, 어느 시점을 매우 생각할 수 있는 모든 환경과 다르다. 따라서, 이러한 만능 VR생성기를 구축하지 못하고, 어떤 수단을 가지고도 효율적으로 그릴 수 없는 환경이 존재한다.
그러나 같은 책 속에서 도이치는 “모든 물리적으로 가능한 환경을 포함한 레파토리를 가진 가상 현실 생성기를 구축 가능하다”는 과격한 주장을 전개했다.
그러나 ‘모든 물리적으로 가능한 환경을 포함’한다면, 그 컴퓨터는 자기 자신을 포함한 환경도 완전한 시뮬레이션으로서 내포해야 한다.

#### 계산부하
가상시민형
2007년 현재, 분자동역학에 필요로 하는 계산 능력은, 세계 최고속의 컴퓨터를 수개월 사용하고, 단백질의 하나의 분자의 움직임을 0.1초 정도 시뮬레이트 할 수 있는 레벨이다.
은하계 전체를 모의하려면 , 아무도 관측하고 있지 않은 영역의 모의를 생략하는 등 하지 않는 한, 상상 이상으로 계산 능력이 필요하다.
이러한 주장에 대해서, 보스트롬은 인류의 역사 전체를 모의하는데 대체로 1033으로부터 1036의 계산이 필요하다라고 했다. 그는 게다가 기존의 나노 테크놀로지를 사용해 혹성 사이즈의 컴퓨터를 만들면, 1초간에 약 1042회의 계산이 가능하다고 주장했다. 그리고, 혹성 사이즈의 컴퓨터의 구축은 기본적으로는 불가능하지 않다고 했다. 다만, 그 서브 프로세서간에 데이터를 공유한다면, 빛의 속도가 전체의 계산 속도를 제한하게 된다.
브레인 머신 인터페이스형
꿈은 뇌가 있는 부분이 만들어 낸 자극을 다른 부분이 현실로서 느끼고 있는 것이라는 설이 있다. 그렇다면, 인간의 뇌 전체보다 계산 능력이 낮은 컴퓨터여도, 현실로 느껴지는 시뮬레이션을 낳을 수 있을 가능성이 있다. 동일한 주장은, 선명한 기억이나 상상, 특히 환각 등에도 들어맞는다. 그러나, 이것들은 현실보다 선명함이 부족하며 물리 법칙이 항상 올바르게 성립하는 것도 아니다. 현실 세계의 물리 법칙을 항상 올바르게 적용하는 것은, 아마 모의현실에서도 가장 계산 능력을 필요로 하는 부분이다.
주장의 타당성
어쨌든, 현대의 감각으로 모의현실의 실현 가능성을 논하는 것은 실수이다.
또, 모의현실은 실시간으로 실행될 필요는 없다. 모의된 우주의 거주자는, 그들의 주관시간과 현실 세계의 시간의 흐름과 달리 있어도 눈치 챌 방법이 없다. 아이작 아시모프는 이 생각을 한계까지 추진해 거주자에게 눈치 채이지 않고 시뮬레이션을 역방향으로 실행하거나 복수가 다른 컴퓨터로 실행하거나 수도사등이 수세대에 걸쳐 주판을 사용해 주말만 시뮬레이션 하거나 하는 것도 가능하다고 했다. 어느 경우도 시뮬레이션 내의 시간의 진행은 방해할 수 없다.

#### 오컴의 면도날 신자의 시점
같은 현상을 설명할 수 있는 가설은 그 밖에도 다수 존재한다. 이러한 경우, 오컴의 면도날로 불리는 발견법 규칙, 편의상의 방침 결정을 꺼내 적용하고 싶어하는 사람도 있다. 오컴의 면도날은, 같은 현상을 설명하는 가설이 다수 있을 때, 단순한 편을 채용한다는 방침이다. 다르게 말하면, 내용을 신중하게 검토하는 일 없이, 외형적인 요소로 단정지어 선택해 버리자는, 일종의 알고리즘이다. 있을 수 없는 가설을 회의주의적으로 비판하기 위해서 사용되는 것이 많다 고도 말한다. 오컴의 면도날을 믿어 버리면, "시뮬레이션 가설은 너무 복잡하기 때문에 각하하고 눈앞에 있는 것이 그대로 현실이라고 보자"고 하게 된다. 그것도 하나의 견해이다. 오컴의 면도날은, 오컴의 면도날 신자의 사이에서는, 별로 검증도 되지 않은 채 자주, "최선"이라고 미화되어  생각된다. 하지만, 오컴의 면도날은 어디까지나 발견법이며 자연의 법칙은 아니기 때문에, 항상 올바르다고는 할 수 없다. 과학적으로 봐 중요한 장면에서 오컴의 면도날이 잘못해 버리는 경우가 있으며, 오컴의 면도날로 만들어 낸 기술이, 오히려 잘못된 지식이 된 경우가 있다. 발견법으로 난처한 나머지 만들어 내 본 간결한 기술을 진리 그 자체와 혼동 하는 것은 중대한 문제를 일으킨다. 실제 역사적으로 보고, 이 침착하지 않은 발견법 방침을 믿어 버린 사람중에 공격적으로 되는 사람이 있으며 그로 인해, 선견지명이 있던 과학자가 피해를 입어 버린 사건도 일어났다. 아인슈타인도 오컴의 면도날의 사용에는 다짐을 받고 있다(오컴의 면도날에 출처에 대해 기술 있음. 참조가능). 비록 어떤 시점에 관측되지 않아도, 진리라는 것은 그 시점에서 관측되는 것보다도 복잡한 경우가 있을 수 있다. 결국, 신중하게 과학적으로 검토해 보면, 오컴의 면도날이라는 것은 원래 사용해도 좋은 것인지 사용해도 좋지 않은 것인지 확실치 않은 사고 방침이며, 엄밀한 과학에 속하는 것이 아니고, 이 모의실험 가설에 관해서도, 꺼내도 좋은 것인지 확실치 않다.

#### 도덕적 문제
게다가 시뮬레이션 내의 다른 사람들이 단순한 봇이라는 생각에 매달려지면, 도덕관념은 완전히 다른 것이 된다.
보스트롬은 내세에 대해 다음과 같이 말하고 있다. “내세의 당신의 운명은, 당신이 현재의 모의된 현세에서 어떻게 행동했는지에 따라 결정할 수 있을지도 모른다.” 즉, 고차의 존재를 가정하면 시뮬레이션 내에서 윤리적으로 행동하는 것으로 최종적으로 좋은 결과를 얻을 수 있다는 생각도 성립된다.

## 과학기술적 수법

### 버그
컴퓨터에 의한 시뮬레이션에는, 보이드로 불리는 틈새나 버그가 있고, 내부로부터도 아는 경우가 있을 지도 모르다. 그러한 것을 찾아내 검증할 수 있다면, 거기에 따라 모의현실의 내부에 있는 것을 증명할 수 있을 가능성이 있다. 그러나, 물리 법칙에 반하는 일은, 그 밖에도 설명할 수 있는 가설을 생각할 수 있다(신 등). 영화 《매트릭스》로 그려진 것처럼, 기시감 등의 일상적인 기묘한 체험도 어떠한 버그로서 설명할 수 있을 가능성이 있다.
실제, 버그는 자주 있는 문제라고 생각할 수 있다. 충분히 강력한 시뮬레이션에 대해서는, 모든 경험이나 사고가 감시되고 있을 가능성이 있어, 버그나 빠져 나갈 구멍에 관한 지식이 즉석에서 소거되는 것은 아닐것인가 라는 생각도 있다. 물론, 그 경우는 버그를 발견할 수 없을(발견했다고 해도 거기에 기초를 두어 행동할 수 없다) 것이다.
반대로 버그가 발견되지 않았다면, 버그가 없는 시뮬레이션 속에서 생활하고 있다는 추리도 가능하다. 이런 우주적인 시뮬레이션을 만들어 실행할정도의 기술력이라면 단 한톨의 버그도 만들어내지 않을 기술력이 있을 가능성이 충분히 있다.

### 숨겨진 메시지, 혹은 이스터 에그
시뮬레이션에는, 설계자 혹은 수수께끼를 푸는데 성공한 거주자가 배치한 메시지나 출구가 있을 지도 모른다. 이것은 게임 등의 실제의 소프트웨어에서 때때로 볼 수 있는 이스터 에그에 상당하는 것이다. 예를 들면, 자연로그의 밑이나 원주율과 같은 상수에 어떠한 메시지가 포함되지 않을까 라는 탐색이 오랜 세월 행해지고 있다. 칼 세이건의 SF 소설 《콘택트》에서, 세이건은 원주율로부터 어떠한 표시를 찾아낼 가능성을 논하고 있다.
그러나, 그러한 메시지는 현재 발견되지 않았다. 물론, 다른 가설로 같은 현상을 설명할 수도 있다.

### 처리능력
컴퓨터 시뮬레이션의 능력은, 그것을 실행하는 컴퓨터의 능력에 제한되고 있어 매우 미세한 레벨(원자 이하의 레벨)에서는 완전한 계산을 하지 않은 것이 아닐것인가 라는 생각도 있다. 이것은, 소립자 물리학으로 얻을 수 있는 정보의 정확도의 상한으로서 나타날 가능성이 있다.
그러나, 이 주장에서는 정확도의 판정을 시뮬레이션 내에서 만들어진 컴퓨터 상에서 실시하게 된다. 따라서, 우리가 시뮬레이션 안에 있다면, 컴퓨터의 성질을 오인할 가능성이 있다.
이 생각을 한 걸음 진행하면, 우리는 물리적 한계가 있기 때문에 원자 레벨 이하의 구조를 직접 보지 못하고, 단지 모의하고 있는 것에 지나지 않는다고 말할 수 있다. 즉, 우리는 현미경이나 컴퓨터라는 기기의 정확성을 신뢰해 원자 이하의 레벨을 관측하고 있다. 이것들이 모두 모의된 세계 안에 있는 것이라면, 현실 세계를 생성하는데 필요로 하는 계산 능력은 큰폭으로 삭감 가능해진다.

### 하이젠베르크의 불확정성 원리
베르너 하이젠베르크는 양자 역학 레벨의 세계를 관측할 때, 모든 관점에서 완전한 정보를 얻을 수 없다는 사실을 발견했다. 이것을 불확정성 원리라고 부른다.
성능이 한정된 플랫폼 상의 비디오 게임에서 경치를 렌더링할 때, 이 불확장성 원리와 비유적으로 유사한 것이 행해지고 있다. 즉, 플레이어가 보지 않은 경치는 렌더링 되지 않고, 플레이어가 보려고 했을 때 처음으로 그려지는 것이다.
물론, 불확정성 원리는 시뮬레이션 가설을 꺼내지 않아도 설명할 수 있다. “우주는 원래 그렇게 존재했다”고 생각하는 것이다.

### 디지털 물리학과 세포 자동자
디지털 물리학에선, 우주의 역사는 어느 의미로 ‘계산 가능한 것’을 기본적인 전제로 하고 있다. 이 가설은 콘라트 트제의 저서 《Rechnender Raum》로 처음으로 나타나 동서에서는 세포 자동자를 중심으로 해설했다. Juergen Schmidhuber는, 점근적으로 최적인 방법으로 매우 짧은 프로그램으로부터 모든 프로그램을 생성할 수 있기 때문에, 우주는 튜링 기계라고 생각할 수도 있다고 시사했다. 다른 제창자로서 에드워드 후레드킨, 스티븐 울프램, 노벨 물리학상 수상자인 헤라르뒤스 엇호프트 등이 있다. 그들은, 양자 역학의 확률론적 성질은 계산 가능성과 모순되지 않는다고 주장한다. 디지털 물리학의 양자판은 세스 로이드가 제창했다. 이러한 시사로부터 구체적인 물리학적 이론이 구축된 적은 없다.
물리학의 연속체의 사양이, 물리적 우주의 시뮬레이션을 불가능하게 하고 있다는 견해도 있다. 실수나 매거 불가능한 무한을 물리학으로부터 배제하면, 컴퓨터 시뮬레이션의 가능성이 태어난다.

## 같이 보기
- 불이일원론
- 인공생명
- 볼츠만 두뇌
- 통 속의 뇌
- 전산사회학
- 합의된 실재
- 데미우르고스
- 이인증성 장애
- 디지털 물리학
- 홀로그래피 원리
- 수학적 우주 가설
- 마야 (종교)
- 형이상학
- 마인드 업로딩
- 몬테카를로 방법
- 영원 철학
- 정보철학
- 시뮬레이션 게임
- 가상 현실

## 참고 문헌
- Copleston, Frederick (1993년) [1946년]. 〈XIX Theory of Knowledge〉. 《A History of Philosophy, Volume I: Greece and Rome》. New York: Image Books (Doubleday). 160쪽. ISBN 0-385-46843-1.
- Copleston, Frederick (1994년) [1960년]. 〈II Descartes (I)〉. 《A History of Philosophy, Volume IV: Modern Philosophy》. New York: Image Books (Doubleday). 86쪽. ISBN 0-385-47041-X.
- Deutsch, David (1997년) [1997년]. 《The Fabric of Reality》. London: Penguin Science (Allen Lane). ISBN 0-14-014690-3.
- Lloyd, Seth (2006년). 《Programming the Universe: A Quantum Computer Scientist Takes On the Cosmos》. Knopf. ISBN 978-1400040926.
- Tipler, Frank (1994년) [1994년]. 《The Physics of Immortality》. Doubleday. ISBN 0-385-46799-0.
- Lem, Stanislaw (1964년). 《Summa Technologiae》.